# Tysklands riksdag (1871–1918)

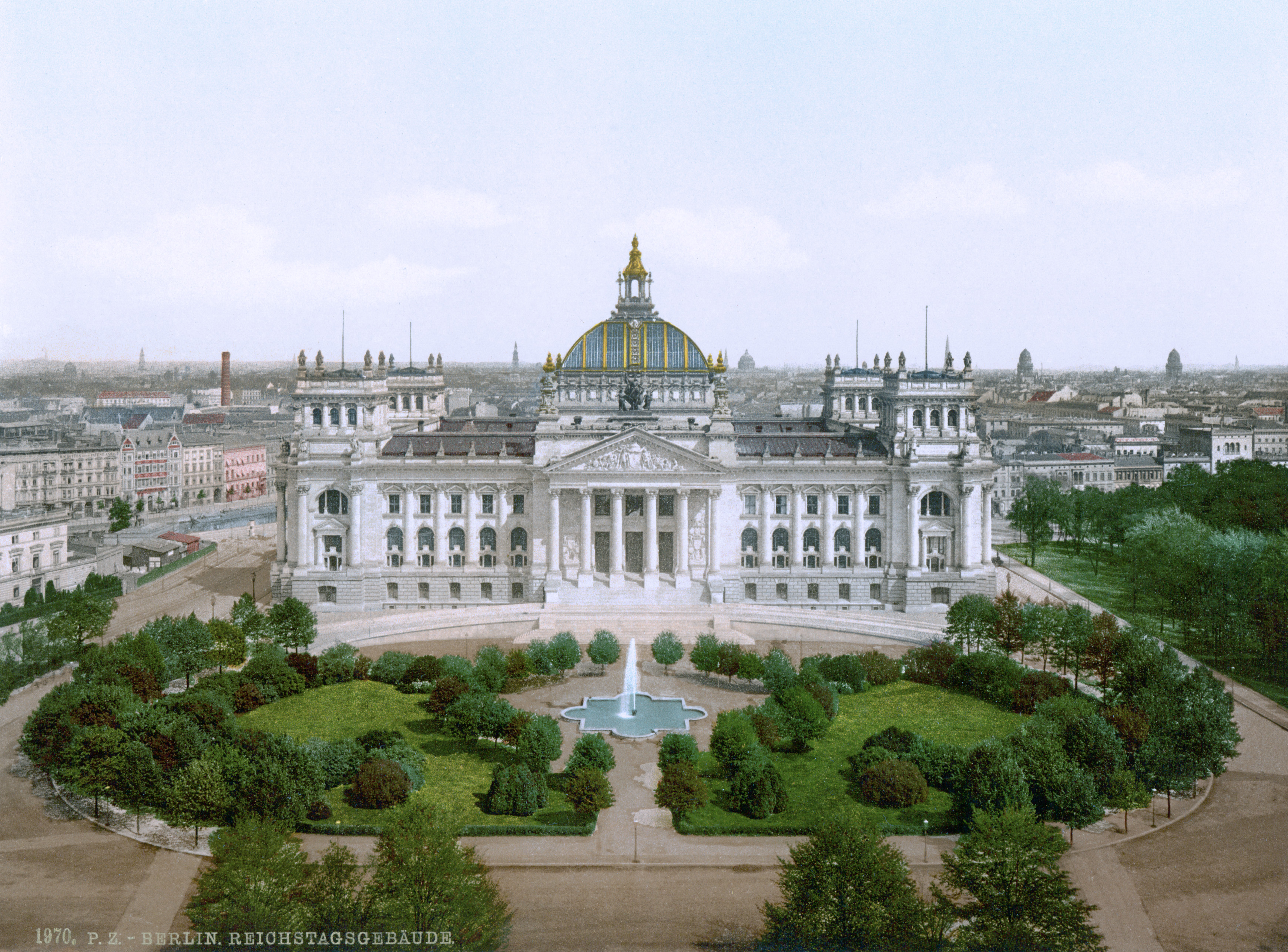
Riksdagshuset i Berlin omkring år 1900.

Kejsardömets riksdag (tyska: Reichstag) fanns mellan 1871 och 1918 i Berlin och tog slutligen plats i riksdagshuset i Berlin efter att det hade färdigställts 1894. 
Kejsardömets riksdag efterföljdes av Weimarrepublikens riksdag.

## Val och rösträtt
Riksdagen bestod av en kammare, vars medlemmar utsågs genom allmänna och omedelbara val genom sluten omröstning. Varje tysk man ägde rösträtt i den förbundsstat där han bodde, om han fyllt 25 år. Soldater i hären och flottan saknade rösträtt så länge de stod under fanorna. Uteslutna från rösträtt var kvinnor, personer som stod under förmyndarskap eller konkurs eller som åtnjöt fattigunderstöd eller genom laga kraftvunnen dom förlorat fulla åtnjutandet av statsborgerliga rättigheter. Valbar var i hela riket varje tysk man, som fyllt 25 år och minst 1 år tillhört en till riket hörande stat, såvida han därjämte ägde rösträtt.
Landet delades genom lag i lika många valkretsar, som det skulle väljas riksdagsledamöter. Varje stat bildade åtminstone en valkrets, och ingen valkrets omfattade områden inom två eller flera stater. Antalet riksdagsledamöter var i lag fastställt till 397. (Ett förslag 1918 om att höja antalet till 441 hann aldrig bli genomfört.) För att bli vald fordrades absolut majoritet. Hade ingen vunnit sådan, förrättades nytt val inom 14 dagar mellan de två, som fått flest röster. Av riksdagens 397 medlemmar valde Preussen 236, Bayern 48, Sachsen 23, Württemberg 17, Elsass-Lothringen 15, Baden 14, Hessen 9, Mecklenburg-Schwerin 6, Sachsen-Weimar-Eisenach, Oldenburg, Braunschweig och Hamburg vart och ett 3, Sachsen-Meiningen, Sachsen-Coburg och Gotha och Anhalt vart och ett 2 samt var och en av de övriga staterna 1 riksdagsledamot. Valperioden var från och med 1890 5 år.

## Riksdagens arbete
Endast förbundsrådet kunde med kejsarens bifall besluta om att upplösa riksdagen. I händelse av upplösning måste nya val hållas inom 60 dagar, och riksdagen samlas på nytt inom 90 dagar. Riksdagen valde själv 1 talman (Präsident) och 2 vice talmän. Dess förhandlingar var offentliga. Besluten fattades med absolut majoritet, men för beslutens giltighet fordrades, att hälften av det lagliga antalet medlemmar (det vill säga minst 199) skulle vara närvarande. Frågorna skulle beredas av utskott och undergå tre "läsningar". Förbundsrådet (ej kejsaren) framlade propositioner, och enskilda riksdagsledamöter ägde rätt att väcka motioner, men varje motion skulle vara undertecknad av minst 15 ledamöter. 
Interpellationer kunde ställas till förbundsrådet för att besvaras av rikskanslern, om minst 30 ledamöter förenade sig därom. Riksdagens och förbundsrådets samtycke krävdes vid all rikslagstiftning. Till lagstiftningen räknades även fastställandet av budgeten, fastställandet av tullar, avgifter på salt, tobak, brännvin, öl och socker samt stämpelskatter på växlar och spelkort. Räckte ej dessa inkomster samt avkastningen av post och telegraf till statens utgifter, ålåg det varje stat att i proportion till sin folkmängd bidra till fyllandet av de i budgeten bestämda utgiftssummorna (så kallade matrikularbidrag). Denna extra bevillning utskrevs, när så fordrades, av rikskanslern. Riksdagen ägde även en vidsträckt kontrollerande myndighet särskilt över statsinkomsternas användning.

## Viktiga ledamöter
- August Bebel (SPD)
- Karl Frohme (SPD)
- Wojciech Korfanty (Polenpartiet)
- Karl Liebknecht (SPD)
- Wilhelm Liebknecht (SPD)
- Paul Singer (SPD)
- Ludwig Windthorst (Centrumpartiet)
- Eugen Richter (Deutsche Fortschrittspartei, Deutschfreisinnige, Freisinnige Volkspartei)